# Alergia a los gatos

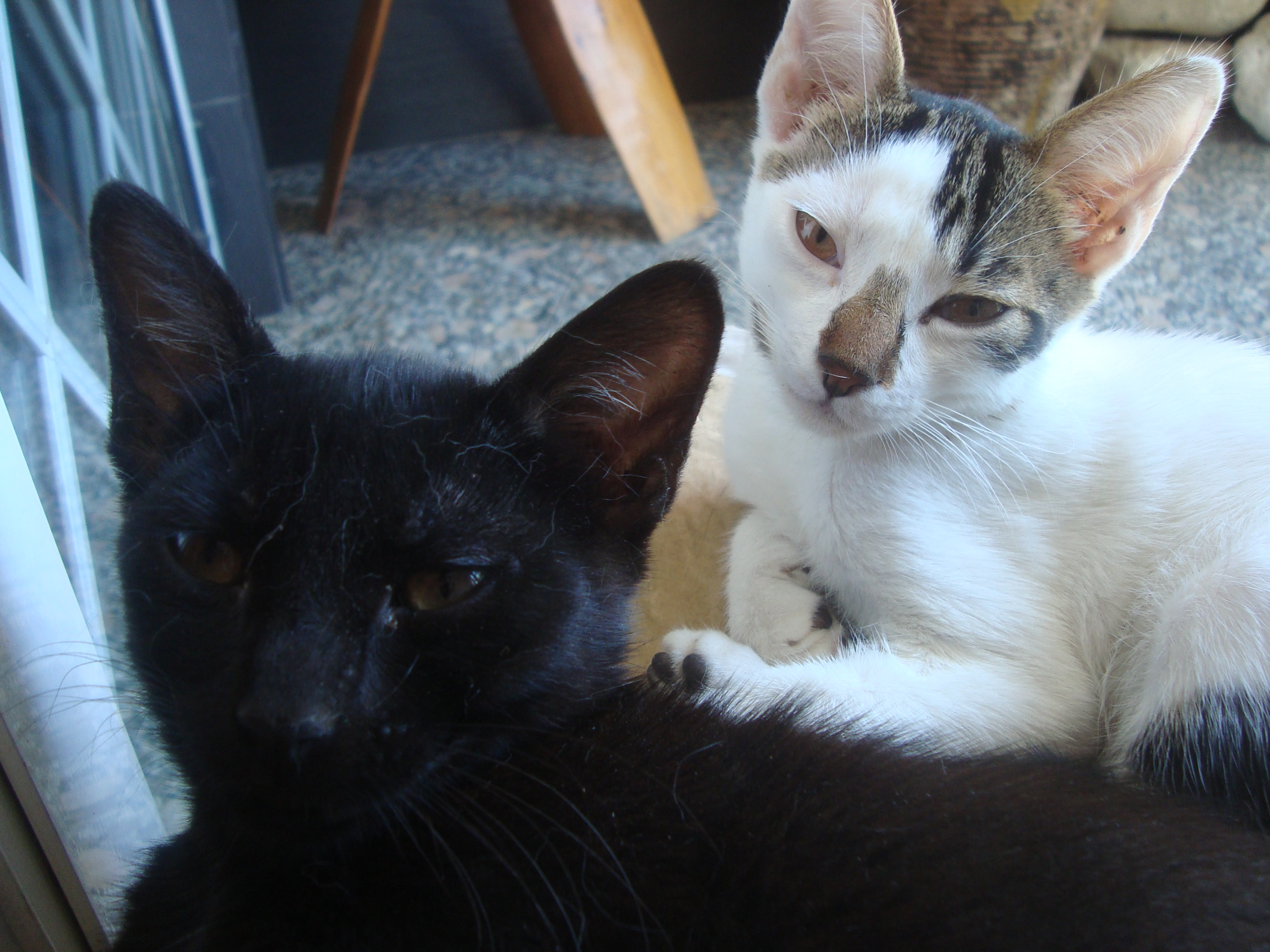
Gatos domésticos

La alergia a los gatos en los seres humanos es una reacción alérgica a uno o más alergenos producidos por los gatos. El más común de estos alergenos es la glicoproteína Fel d 1, secretada por las glándulas sebáceas del gato Fel d 4, que se expresa en la saliva. Una reacción alérgica es una reacción de la histamina que generalmente se caracteriza por tos, sibilancias, opresión de pecho, picazón, congestión nasal, erupción cutánea, ojos llorosos, estornudos, labios agrietados, y síntomas similares.
Cinco alergenos de gato se han descrito en la literatura médica. Los dos principales alergenos son Fel d 1 (un secretoglobin) y Fel d 4 (a lipocalina). Los alergenos menores incluyen Fel d 2 (una albúmina), Fel d 3 (a cistatina), y el gato IgA.
Fel d 4 es el principal producto del gen de proteína urinaria del gato. Se expresa principalmente en la glándula salival submandibular y se deposita sobre la caspa cuando el gato se lame. Un estudio encontró que el 63% de las personas alérgicas al gato tiene anticuerpos contra el Fel d 4.